# Thailand Women's Cycling Team
El Thailand Women's Cycling Team (código UCI: TWC) es un equipo ciclista femenino de Tailandia de categoría UCI Women's Team, máxima categoría femenina del ciclismo en ruta a nivel mundial.

## Material ciclista
El equipo utiliza bicicletas y componentes

## Clasificaciones UCI
Las clasificaciones del equipo y de su ciclista más destacado son las siguientes:
| Temporada | Clasificación por equipos | Mejor corredor           | Posición                 |
| 2017      | 29º                       | Ninguna corredora puntuó | Ninguna corredora puntuó |
| 2018      |                           | Bandera de ?             |                          |

## Palmarés
Para años anteriores véase: Palmarés del Thailand Women's Cycling Team.

### Palmarés 2025

#### UCI WorldTour
| Fechas | Carreras | Ganadora |
|        |          |          |

#### UCI ProSeries
| Fechas | Carreras | Ganadora |
|        |          |          |

#### Calendario UCI Femenino
| Fechas      | Carreras                        | Ganadora          |
| 7 de marzo  | 1.ª etapa del Tour de Vietnam   | Jutatip Maneephan |
| 31 de marzo | 1.ª etapa del Tour de Tailandia | Jutatip Maneephan |
| 1 de abril  | 2.ª etapa del Tour de Tailandia | Jutatip Maneephan |
| 2 de abril  | 3.ª etapa del Tour de Tailandia | Jutatip Maneephan |
| 2 de abril  | Tour de Tailandia               | Jutatip Maneephan |

#### Campeonatos nacionales
| Fechas      | Carreras                                   | Ganadora         |
| 17 de enero | Campeonato de Tailandia Contrarreloj (CRI) | Phetdarin Somrat |
| 19 de enero | Campeonato de Tailandia en Ruta            | Phetdarin Somrat |

#### Campeonatos continentales
| Fechas        | Carreras                    | Ganadora          |
| 15 de febrero | Campeonato Asiático en Ruta | Jutatip Maneephan |

## Plantillas
Para años anteriores, véase Plantillas del Thailand Women's Cycling Team

### Plantilla 2023
| Integrantes del equipo 2023 | Integrantes del equipo 2023 | Integrantes del equipo 2023       | Integrantes del equipo 2023 |
| Corredor                    | Fecha de nacimiento         | Equipo previo                     |                             |
| --------------------------- | --------------------------- | --------------------------------- | --------------------------- |
| Apinya Thingkaew            | 9 de marzo de 1995          |                                   |                             |
| Chaniporn Batriya           | 12 de agosto de 1999        |                                   |                             |
| Sarocha Kamonkhon           | 15 de agosto de 1997        |                                   |                             |
| Jutatip Maneephan           | 8 de julio de 1988          | Alé BTC Ljubljana (2020)          |                             |
| Chanpeng Nontasin           | 9 de octubre de 1984        |                                   |                             |
| Supaksorn Nuntana           | 8 de diciembre de 1989      |                                   |                             |
| Phetdarin Somrat            | 6 de junio de 1995          | Centro Mundial de Ciclismo (2018) |                             |
| Piyathida Thitjan           | 15 de diciembre de 1998     |                                   |                             |
|                             |                             |                                   |                             |
| Fuente: UCI                 |                             |                                   |                             |